# Nguyễn Thị Kim Hà
Nguyễn Thị Kim Hà (sinh ngày 28 tháng 02 năm 2000) là một vận động viên Taekwondo Việt Nam. Cô là thành viên đội tuyển Taekwondo Việt Nam, đã có trong tay 2 huy chương vàng tại Giải vô địch Đông Nam Á, 1 huy chương Bạc và 1 huy chương đồng tại Giải vô địch Taekwondo trẻ thế giới, 1 huy chương vàng và 1 huy chương đồng tại Giải vô địch Taekwondo bãi biển thế giới, 2 huy chương vàng tại Giải vô địch Taekwondo quốc tế Pháp mở rộng. Cô đạt chứng nhận huyền đai tứ đẳng năm 2018 khi mới 18 tuổi.

## Tiểu sử
Nguyễn Thị Kim Hà Sinh ra và lớn lên trong gia đình bình thường ở vùng quê thuần nông tại vùng quê ở huyện Tánh Linh, tỉnh Bình Thuận, với bố là Nguyễn Đình Sơn, mẹ là Lâm Thị Hoà Thới. Nguyễn Thị Kim Hà tham gia tập luyện môn Taekwondo dưới sự dìu dắt của huấn luyện viên Nguyễn Quốc Hùng từ những năm 2008. Sau hơn một năm tập luyện hăng say, Nguyễn Thị Kim Hà đã trúng tuyển vào đội tuyển năng khiếu Taekwondo của Trường Năng khiếu Nghiệp vụ thể dục thể thao tỉnh (phân hiệu tại huyện Tánh Linh).

## Sự nghiệp
Năm 2010 đánh dấu sự trưởng thành của Kim Hà khi lần đầu tiên được tham dự Giải vô địch Taekwondo học sinh toàn quốc khu vực miền Nam tại Tây Ninh, đã đoạt huy chương vàng nội dung quyền cá nhân nữ, vận động viên Kim Hà tham gia các giải vô địch quốc gia các lứa tuổi trẻ và gặt hái được 7 huy chương vàng, tham gia giải vô địch Taekwondo các Câu lạc bộ mạnh toàn quốc đạt được 2 huy chương vàng; tại Đại hội Thể dục thể thao toàn quốc em đã đạt được 1 huy chương bạc. Với những kết quả đạt được và theo đề xuất của Ban huấn luyện, Trung tâm Huấn luyện và Thi đấu TDTT tỉnh; Sở Văn hóa, Thể thao và Du lịch đã đồng ý gửi vận động viên Nguyễn Thị Kim Hà vào học văn hóa tại Trường Năng khiếu phổ thông Nguyễn Thị Định. Đồng thời tập luyện tại đội tuyển quyền Taekwondo quốc gia tại thành phố Hồ Chí Minh để em tiếp tục phát triển tài năng. Trong suốt quá trình học tập và tập luyện tại thành phố Hồ Chí Minh, Kim Hà đã không ngừng nỗ lực khi đã theo kịp giáo án và chuyên môn của các anh, chị tại đội tuyển quốc gia và lọt vào tầm mắt của Ban huấn luyện đội tuyển quốc gia khi được chọn tham gia các giải quốc tế. Đáp lại niềm tin tưởng của Ban huấn luyện đội tuyển quốc gia, Nguyễn Thị Kim Hà đã xuất sắc đạt được 2 huy chương vàng tại Giải vô địch Đông Nam Á, 1 huy chương Bạc và 1 huy chương đồng tại Giải vô địch Taekwondo trẻ thế giới, 1 huy chương vàng và 1 huy chương đồng tại Giải vô địch Taekwondo bãi biển thế giới, 2 huy chương vàng tại Giải vô địch Taekwondo quốc tế Pháp mở rộng. Với những thành tích đạt được, vào tháng 1/2019 Tổng cục Thể dục Thể thao Việt Nam chính thức triệu tập Kim Hà vào đội tuyển quốc gia tập huấn 15 ngày tại Hàn Quốc để chuẩn bị tham dự Seagames 30 tại Philippines. Giải vô địch quyền taekwondo châu Á 2020 Nguyễn Đình Khôi và Nguyễn Thị Kim Hà là 2 vận động viên mang về huy chương vàng ở nội dung quyền sáng tạo cá nhân nam, nữ.
Bên cạnh những thành tích mà đã đạt được trong tập luyện và thi đấu thì Kim Hà vẫn đảm bảo việc học văn hóa, khi từ năm lớp 6 đến lớp 12 đều là học sinh giỏi. Hiện đang là sinh viên năm nhất Khoa Quản lý thể thao của Trường Đại học Tôn Đức Thắng - thành phố Hồ Chí Minh.

## Thành tích nổi bật

### Thể thao
| Năm  | Giải đấu                              | Nơi diễn ra | Thành tích      | Nguồn |
| ---- | ------------------------------------- | ----------- | --------------- | ----- |
| 2020 | Giải Taekwondo vô địch Châu Á         |             | Huy chương vàng | [ 4 ] |
| 2022 | Giải vô địch quyền Taekwondo thế giới |             | Huy chương đồng | [ 5 ] |

## Gia đình
Chị gái là vận động viên Taekwondo Nguyễn Thị Lệ Kim hiện đang giữ huyền đai lục đẳng đã có trong tay 6 huy chương vàng thế giới, 5 huy chương vàng châu Á và 4 huy chương vàng SEA Games trong bộ môn Taekwondo.